# Радимов, Пётр Николаевич
Пётр Николаевич Радимов (род. 24 февраля 1959 года, Славянск, Донецкая область, УССР, СССР) — советский и российский дизайнер, член-корреспондент РАХ (2023).

## Биография
Родился 24 февраля 1959 года в Славянске Славянского района Донецкой области Украинской ССР.
В 1985 году — окончил лечебный факультет Первого Московского медицинского института имени И. М. Сеченова.
С 1998 года — член Союза художников России, и с 2011 года — член Ассоциации искусствоведов (АИС).
С 1998 года — учёный секретарь, с 2013 года — заместитель председателя Союза художников России; с 2024 года — председатель ревизионной комиссии СХР.
В 2017 году — избран почётным членом, в 2023 году — избран членом-корреспондентом Российской академии художеств от Отделения дизайна.

## Творческая деятельность
Автор серии декоративных украшений интерьера и ювелирных изделий: настольные часы, декоративные объекты (1993—2015).
В составе авторского коллектива участвовал в создании декоративных художественных композиций для станций метро «Лефортово» (2019), «Пыхтино» (2023) и «Аэропорт Внуково» (2023).
Автор более 40 статей о художниках и художественных выставок; составитель иллюстрированного справочника Московского Союза художников России (2003); составитель каталога зональной выставки Московского Союза художников России (2004); составитель и редактор информационного справочника «МОСХ России 50 лет» (совместно Н. И. Аникиной, 2008) и сборника статей конференции «Дискурсы авангарда в советском официальном искусстве 2-й половины XX века» (совместно с Н. И. Аникиной, 2017), «Территория искусства. Московские художники в метро» (2021).
Участник ряда конференций Российской академии художеств и Союза художников России на темы истории и развития изобразительного искусства с докладами «Нетрадиционные материалы и инновационные технологии как художественный прием в авторском ювелирном искусстве» (Москва, 2013); «Нетрадиционные материалы и инновационные технологии как художественный прием в авторском ювелирном искусстве» (2013); «Проблемы уничтожения и повреждения памятников монументального искусства 1960—1980-х годов» (2016); «Советская техническая эстетика 2-й половины XX века» (2017).
Участник российских и московских выставок с 1998 года, в том числе «Россия Х» в Центральном доме художника (Москва, 2004), выставка декоративно-прикладного искусства во Всероссийском музее декоративного искусства (Москва, 2005), «Отечество» (2008), «Россия XI» (2009), «Россия XII» (2013) в Центральном доме художника; «Искусство сегодня» в залах Творческого союза художников России (Москва, 2011); «Встреча друзей» в городе Харбин (КНР, 2012); выставка ювелирного искусства «Ретрофутуризм» в залах Союза художников России (Москва, 2015); «Мы едины» залах Московского Союза художников (2016).

## Награды
- Заслуженный художник Российской Федерации (2008)[1]
- Диплом Союза художников России (2004, 2005)
- Медаль «50 лет МОСХ России» (2009)
- Диплом Творческого союза художников России (2010)
- Почётная грамота постоянного представительства Республики Саха (Якутия) при Президенте РФ (2011)
- Золотая медаль СХР (2013)
- Стипендия Министерства культуры Российской Федерации (2013)
- Медаль Министерства культуры Чеченской республики «За высокие достижения» (2016)
- Благодарность заместителя министра образования и науки за участие в жюри детского и юношеского творчества (2017)
- Медаль «За развитие традиций» МОСХа России (2019)
- Международная архитектурно-дизайнерская премия «Золотой Трезини» (в составе творческого коллектива АО «Метрогипротранс», 2023)

Награды РАХ
- Благодарность РАХ (2010)
- Медаль «Достойному» (2012)
- Золотая медаль РАХ (2012)